# Brighton (Vermont)
Brighton è un comune degli Stati Uniti d'America, situato nello Stato del Vermont e in particolare nella contea di Essex.